# Шилов, Георгий Евгеньевич
Гео́ргий Евге́ньевич Ши́лов (в начале научной карьеры известный как Юрий Георгиевич Боссе; 3 февраля 1917, Иваново-Вознесенск, Российская империя — 17 января 1975, Москва, СССР) — советский математик, доктор физико-математических наук, профессор.

## Биография
Георгий Евгеньевич Шилов родился 3 февраля 1917 года в городе Иваново-Вознесенске, в то время его отец, Евгений Алексеевич Шилов (1893—1970), был студентом МГУ. Мать, Анна Александровна Фролова, состояла в партии большевиков с 1907 года, в 1911—12 годах была сослана в Вологодскую губернию, позднее участвовала в Гражданской войне как политработник Южного фронта, после победы революции она заведовала парткабинетом Московского Комитета ВКП(б) и работала доцентом в Институте Маркса-Энгельса при ЦК ВКП(б). Своего отца Г. Е. Шилов не знал, так как мать разошлась с ним приблизительно в 1919 году и с 1921 года по 1930-й была замужем за Георгием Густавовичем Боссе (1887—1965), учёным-ботаником, впоследствии профессором, работавшим в Управлении заповедников при Совете Министров СССР. До смерти матери в 1937 году Г. Е. Шилов носил имя Юрия Георгиевича Боссе, но, найдя в документах матери своё свидетельство о рождении, вернул себе имя, полученное при рождении, — под которым он остался в истории советской математики. Эпизод смены имени отразился на его биографии: во время «борьбы с космополитизмом» (1948—1953) он уехал из Москвы в Киев, где жил его отец, и в 1950—1954 годах работал в Киевском государственном университете имени Т. Г. Шевченко, а на него шли доносы с обвинениями в «космополитизме», хотя Ю. Г. Боссе был немец (Georg Gustav Adolf Maria de Bosse).
Г. Е. Шилов окончил сначала школу-семилетку, затем — химический техникум и в 1938 году — механико-математический факультет МГУ. Учился в одной группе с З. Я. Шапиро и Б. Л. Гуревичем.
Участник Великой Отечественной войны
В 1951 году становится доктором физико-математических наук. С 1952 года — профессор.
В 1946—1950 работает в МГУ. В 1951—1954 годах — в Киевском университете. В 1954 — возвращается в МГУ.

## Работы
Труды по теории функций действительного переменного, функциональному анализу (теория коммутативных банаховых алгебр (нормированных колец)).
Очень плодотворным было его сотрудничество с его учителем И. М. Гельфандом, в частности цикл работ по теории обобщённых функций и теории дифференциальных уравнений в частных производных.
Также важны его работы в области классического анализа, рядам Фурье.
Большое значение Шилов оказал на преподавание математики — многие его учебники, такие, как, например, «Анализ III» (Математический анализ. Специальный курс) и «Анализ IV» (Математический анализ. 2-й специальный курс) стали классическими и были изданы за рубежом. Он занимался также историей и методикой математики.

## Книги
На русском языке
- Лекции по векторному анализу. — М.: Гостехиздат, 1954;
- Введение в теорию линейных пространств. — М.: Гостехиздат, 1956;
- Шилов Г. Е., Гуревич Б. Л. Интеграл, мера и производная. — М.: Наука, 1967;
- Шилов Г. Е., Фан Дык Тинь. Интеграл, мера и производная на линейных пространствах. — М.: Наука, 1967;
- Гельфанд И. М., Райков Д. А., Шилов Г. Е. Коммутативные нормированные кольца. — М.:Физматгиз, 1960;
- Математический анализ. Специальный курс. — М.: Физматгиз, 1961;
- Математический анализ. 2-й специальный курс. — М.: Наука, 1965; 2-е изд., перераб. — М.: Изд-во Моск. ун-та, 1984;
- Математический анализ. Конечномерные линейные пространства. — М.: Наука, 1969;
- Математический анализ. Функции одного переменного. В 3-х ч. Ч. 1-2 -М.: Наука, 1969, Ч. 3. — М.: Наука, 1970;
- Математический анализ. Функции нескольких вещественных переменных. В 3-х ч. Ч .1-2 -М.: Наука, 1972 (Ч. 3 не вышла);
- Гельфанд И. М., Шилов Г. Е. Обобщённые функции и действия над ними (Обобщённые функции, вып. 1). — М.: Физматгиз, 1958;
- Гельфанд И. М., Шилов Г. Е. Пространства основных обобщённых функций (Обобщённые функции, вып. 2). — М.: Физматгиз, 1958;
- Гельфанд И. М., Шилов Г. Е. Некоторые вопросы теории дифференциальных уравнений (Обобщённые функции, вып. 3). — М.: Физматгиз, 1958;
- Простая гамма. Устройство музыкальной шкалы. Как строить графики. — М.: Наука, 1978

На английском языке
- Georgi E. Shilov. Linear Algebra. Dover Pubns (June 1977), ISBN 978-0-486-63518-7
- Georgi E. Shilov. Elementary Real and Complex Analysis. Dover Pubns (February 1996), ISBN 978-0-486-68922-7
- Georgi E. Shilov. Integral, Measure, and Derivative: A Unified Approach. Dover Pubns (June 1977), ISBN 0-486-63519-8, ISBN 978-0-486-63519-4
- Georgi E. Shilov. Generalized Functions and Partial Differential Equations. Gordon and Breach Science Publishers Inc. (1968), ASIN: B000NZWURI